# Sonny Fisher
 (septembre 2019).
Si vous disposez d'ouvrages ou d'articles de référence ou si vous connaissez des sites web de qualité traitant du thème abordé ici, merci de compléter l'article en donnant les références utiles à sa vérifiabilité et en les liant à la section « Notes et références ».
Sonny Fisher, né le  13 novembre 1931 à Chandler au Texas, mort le 8 octobre 2005 à Houston, est un chanteur de rockabilly et un guitariste.

## Carrière
Sa famille se rend plus tard à Tacoma, mais lui s'installe à Houston (Texas). Son père jouait de la guitare et chantait des airs de cowboys. Il créera plus tard son propre groupe jouant du Hillbilly. Il est très tôt influencé par Joe Turner, Fats Domino et BB King. Therman Sonny Fisher enregistre « Rockin’Daddy », « Hold Me » et « Sneaky Pete », « Hey Mama » en janvier 1955 au studio Goldstar de Houston. Jack Starnes de Starday  publie  les deux simples. Suivent « Rockin’ Rollin », « I Can’t Lose » et « Pink And Black », « Little Red Wagon ». Il rencontre Elvis Presley au Texas Korral à Houston.
Retiré du showbiz depuis le début des années 1961, il remonte sur scène en 1979 soutenu par Johnny & The Roccos, à la demande du label anglais ACE qui réédite ses premières faces sur le 25 cm « Texas Rockabilly ». Au studio Davout à Paris, il enregistre le 25 cm « Texas Rockabilly Tera Up » (Big Beat Records, 1981). Le simple « Rockin My Life Away » connaît un bel impact. Il se produit plusieurs fois en France (dont une fois pour l’émission de télé à Antenne 2 Bop’n’Roll Party dans l'émission les "enfants du rock") avec Sleepy Labeef puis ce champion du rockabilly se retire à nouveau et repart aux USA.
Il vient en Europe, puis en France les 13 et 14 juin 1981 lors du grand festival de la porte de Pantin en compagnie de Jack Scott, Gene Summers, Billy Hancock, Tex Rubinowitz, Memphis Rockabilly Band, Crazy Cavan, Dave Travis,  Victor Leed, Jezebel Rock, Freddie "Fingers" Lee, et des Alligators.

## Discographie
| Année | Titre                                | Label            |
| ----- | ------------------------------------ | ---------------- |
| 1955  | Rockin’ Daddy / Hold Me Baby         | Starday Records  |
| 1955  | Sneaky Pete / Hey Mama               | Starday Records  |
| 1955  | Rockin’ And A Rollin’ / I Can’t Lose | Starday Records  |
| 1956  | Pink and Black / Little Red Wagon    | Starday Records  |
| 1979  | Pink and Black / Sneaky Pete         | Ace Records      |
| 1983  | Drivin' My Life Away / ?             | Big Beat Records |
| 2011  | ""Texas Rockabilly Tear Up"          | Big Beat Record  |